# Assembleia Federal da Rússia
A Assembleia Federal da Rússia (Федеральное Собрание, em russo) é o mais alto órgão legislativo da Federação Russa. Foi estabelecido em 1993, após a Crise constitucional. A Assembleia Federal substituiu o Soviete Supremo como parlamento da Rússia. O Soviete Supremo, por sua vez, havia substituído a Duma do Império Russo.
De tendência bicameral, a Assembleia é composta pelo Soviete da Federação, a câmara alta, e pela Duma, a câmara baixa. Ambas as câmaras são sediadas na capital Moscou.

## História
A fundação da Assembleia Federal russa remete aos anos finais do Império Russo, quando em meio à Revolução de 1905, o Czar Nicolau II convoca o primeiro parlamento russo, a Duma, como um conselho Legislativo, de modo a atender ao manifesto do povo, que clamava por liberdades básicas, no então regime autocrata. O Czar, entretanto, não pretendia perder o seu poder, e em sua legislação, determinou que teria poder para dissolver a Duma quando quisesse, e que seus ministros não teriam responsabilidades e nem poderiam ser apontados para a Duma. As primeiras eleições para a Duma trouxeram para o campo político russo diversos socialistas e democratas, o que causou uma grande tensão entre a Duma e os ministros do Czar, culminando com a dissolução da Duma. Em 1907, uma nova assembleia foi formada, desta vez composta por mais democratas revolucionários, resultando novamente em um conflito ainda maior entre a Duma e o Czar. Após a segunda dissolução da Duma, uma mudança na lei eleitoral fez com que os proprietários de terra tivessem mais poder de voto, resultando em uma Duma composta pela alta burguesia, desagradando aos revolucionários. 
Todo o descontentamento com a Duma resultou na criação de Sovietes, agremiações políticas compostas de revolucionários, liberais e democratas que eram contrários ao Czarismo de Nicolau II. Os Sovietes foram responsáveis pelas decisões dos bolcheviques durante a Revolução de 1917. Com a vitória dos comunistas na revolução, a Duma seria substituída pelo Soviete Supremo — o centro de todos os Sovietes — como principal órgão legislativo do país. Durante toda a existência União Soviética, a Rússia, uma de suas repúblicas, também era controlada pelo Soviete Supremo, e a nível regional, pelo Soviete específico da Rússia Soviética. Em 12 de junho de 1991, o chefe do Soviete da Rússia, Boris Iéltsin, declara o país independente da União Soviética. Em 25 de dezembro, o presidente soviético Mikhail Gorbatchov reconhece a independência e declara a URSS oficialmente extinta como Estado. Contudo, mesmo com o fim do Soviete Supremo, a Rússia continua a ser governada pelo Soviete regional. Boris Iéltsin abandona a chefia do Soviete e torna-se Presidente da Rússia, um cargo do poder Executivo. 
Em 1993, Iéltsin sente a necessidade de estabelecer uma nova Constituição para o país, visto que a Constituição de 1978 já era considerada obsoleta. A primeira medida tomada por Iéltsin é a apresentação de uma Constituição da autoria de conhecidos políticos liberais, favoráveis a reformas neoliberais e a favor do livre mercado. O Soviete entra em desacordo com Iéltsin, exigindo uma revisão da Constituição e que a escolha seja feita pelos próprios deputados, e não pelo presidente. Iéltsin entende que os deputados se colocariam contra a sua Constituição, assim como fizeram com a candidatura de seu primeiro-ministro, Yegor Gaidar. Começaria então a Crise constitucional, que resultou na dissolução do Soviete russo e na criação da Assembleia Federal, contemplando a Duma (câmara baixa) e o Soviete da Federação (câmara alta).

## Legislação
O primeiro passo para a aprovação de um projeto de lei é a obtenção do chamado "direito à iniciativa legislativa". Esse direito é concedido pelo Presidente da Federação Russa, pelos membros individuais do Soviete da Federação, um grupo de pelo menos 1/5 dos deputados da Duma, pelo governo (representado pelo primeiro-ministro) e pelos órgãos legislativos dos distritos da Federação Russa. Todavia, a Corte Constitucional, a Suprema Corte e o Supremo Tribunal Arbitrário da Federação Russa também têm o direito de aprovar leis dentro de suas respectivas jurisdições sem a necessidade do direito à iniciativa legislativa.
O segundo passo é a introdução do projeto de lei e a sua apresentação à Duma. O projeto deve ser então ponderado pela Assembleia Federal. A Duma só pode aprovar leis federais. Elas são aprovadas se a maioria do total de deputados da Duma votar a favor. Uma lei aprovada pela Duma deve então ser encaminhada ao Soviete da Federação dentro de cinco dias para a revisão. A lei será aprovada se mais da metade dos deputados do Soviete votarem a favor dela ou caso o Soviete não analise a lei dentro de 14 dias. Caso o Soviete rejeite a proposta, as câmaras devem formar uma comissão de conciliação a respeito da lei. Se alterada nesta comissão, a lei deve passar pela Duma para reconsideração. Contudo, a Duma ainda pode superar a decisão do Soviete caso, na segunda votação, pelo menos 2/3 do total de deputados da câmara votem a favor da lei em questão.
O último passo é a aprovação presidencial e a publicação da lei. O Soviete da Federação deve enviar a lei aprovada para o Presidente em cinco dias. O presidente então veta ou sanciona e publica a lei dentro de 14 dias. Assim feito, o projeto de lei torna-se uma lei federal. Quanto a vetos, a decisão do Soviete, no entanto, pode ultrapassar a decisão do Presidente, dependendo da quantidade de senadores favoráveis a determinado projeto.